# 다비드 수루투사
다비드 수루투사 베이예트(스페인어: David Zurutuza Veillet, 1986년 7월 19일, 푸아투-샤랑트 지방 로슈포르 ~)는 스페인의 전 프로 축구 선수로, 현역 시절 중앙 미드필더로 활약했다.
그는 현역 기간 내내 레알 소시에다드와 계약된 채 보냈는데, 그는 10년 넘게 300경기 넘게 출전하였는데, 초년에 세군다 디비시온의 에이바르로 임대된 적이 있다.

## 유년 시절
수루투사는 프랑스 푸아투-샤랑트 지방 샤랑트-마리팀 주 로슈포르 출신으로 프랑스인 모친과 스페인인 부친 사이에서 났고, 얼마 지나지 않아 부친의 고향인 바스크 지방으로 돌아왔다. 그는 따라서 프랑스 국적도 지니고 있다.

## 클럽 경력
수루투사는 데바에서 축구를 시작하였고, 이후 레알 소시에다드의 유소년부에 입단하여 프로 무대에 나타났다. 2007-08 시즌, 그는 세군다 디비시온에 속한 이웃 동네 에이바르로 임대되었다.
수루투사는 이듬해를 세군다 디비시온 B에 속한 왕가의 2군에서 보냈는데, 강등으로 시즌이 끝났다. 2008년 11월 23일, 그는 1군 첫 경기를 치렀는데, 1-0으로 이긴 우에스카와의 안방 경기에서 네자티 아테슈와 교체되어 들어가 10분을 출전하였다.
2009-10 시즌, 수루투사는 레알 소시에다드 1군 소속으로 28경기에 출전해 4골을 넣었고, 소속 구단은 3년 만에 라 리가 무대에 귀환하였다. 그는 이듬해에도 1군 소속으로 활동을 이어나갔는데, 2010년 8월 29일에 1-0으로 이긴 비야레알과의 안방 경기에서 1부 리그 경기에 처음 출전하였고, 11월 28일에는 3-1로 이긴 스포르팅 히혼 원정에서 첫 골도 넣었다. 그는 이 해에 2번의 리그 경기만 결장하였는데, 레알 소시에다드는 1부 리그 잔류에 성공하였다.
2014년 8월 31일, 2014-15 시즌 2라운드 경기에서, 수루투사는 레알 마드리드를 상대로 0-2로 끌려가던 와중에 2골을 기록해 4-2 역전승을 견인하여 최우수 선수급 활약을 펼쳤다. 5년 후인 2019년 9월 14일, 그는 아틀레티코 마드리드를 상대로 300번째 경기에 출전하였다.
2020년 7월 19일, 34세의 수루투사는 축구화를 벗었다.

## 경력 통계

### 클럽
2020년 6월 8일 기준
| 클럽              | 시즌      | 리그명            | 리그 | 리그 | 컵   | 컵 | 유럽 / 기타 | 유럽 / 기타 | 합계 | 합계 |
| 클럽              | 시즌      | 리그명            | 출장 | 골   | 출장 | 골 | 출장        | 골          | 출장 | 골   |
| ----------------- | --------- | ----------------- | ---- | ---- | ---- | -- | ----------- | ----------- | ---- | ---- |
| 레알 소시에다드 B | 2005–06   | 세군다 디비시온 B | 29   | 0    | —    | —  | 2           | 0           | 31   | 0    |
| 레알 소시에다드 B | 2006–07   | 세군다 디비시온 B | 30   | 5    | —    | —  | —           | —           | 30   | 5    |
| 레알 소시에다드 B | 2008–09   | 세군다 디비시온 B | 22   | 0    | —    | —  | —           | —           | 22   | 0    |
| 레알 소시에다드 B | 합계      | 합계              | 81   | 5    | 0    | 0  | 2           | 0           | 83   | 5    |
| 에이바르 (임대)   | 2007–08   | 세군다 디비시온   | 24   | 2    | 1    | 0  | —           | —           | 25   | 2    |
| 레알 소시에다드   | 2008–09   | 세군다 디비시온   | 1    | 0    | 0    | 0  | —           | —           | 1    | 0    |
| 레알 소시에다드   | 2009–10   | 세군다 디비시온   | 28   | 4    | 0    | 0  | —           | —           | 28   | 4    |
| 레알 소시에다드   | 2010–11   | 라 리가           | 36   | 2    | 0    | 0  | —           | —           | 36   | 2    |
| 레알 소시에다드   | 2011–12   | 라 리가           | 33   | 3    | 0    | 0  | —           | —           | 33   | 3    |
| 레알 소시에다드   | 2012–13   | 라 리가           | 21   | 2    | 4    | 0  | —           | —           | 25   | 2    |
| 레알 소시에다드   | 2013–14   | 라 리가           | 28   | 1    | 1    | 0  | 5           | 0           | 34   | 1    |
| 레알 소시에다드   | 2014–15   | 라 리가           | 16   | 2    | 5    | 0  | 4           | 1           | 25   | 3    |
| 레알 소시에다드   | 2015–16   | 라 리가           | 16   | 1    | 2    | 0  | —           | —           | 18   | 1    |
| 레알 소시에다드   | 2016–17   | 라 리가           | 31   | 3    | 6    | 0  | —           | —           | 37   | 3    |
| 레알 소시에다드   | 2017–18   | 라 리가           | 31   | 0    | 1    | 0  | 5           | 1           | 37   | 1    |
| 레알 소시에다드   | 2018–19   | 라 리가           | 19   | 2    | 3    | 0  | —           | —           | 22   | 2    |
| 레알 소시에다드   | 2019–20   | 라 리가           | 5    | 0    | 0    | 0  | —           | —           | 5    | 0    |
| 레알 소시에다드   | 합계      | 합계              | 267  | 20   | 22   | 0  | 14          | 2           | 303  | 22   |
| 경력 합계         | 경력 합계 | 경력 합계         | 372  | 23   | 23   | 0  | 16          | 2           | 411  | 29   |